# Clayvin Zúniga
Clayvin Julián Zúniga Bernárdez (Puerto Cortés, Cortés, 29 de marzo de 1991) es un futbolista hondureño. Juega como delantero y su equipo actual es el Municipal Limeño de la Primera División de El Salvador.

## Trayectoria
Futbolista formado en las reservas de Real España que le tocó debutar en el Torneo Apertura 2010 bajo las órdenes de Mario Zanabria. El 22 de septiembre de 2011 debutó con Real España en un partido internacional visitando al Colorado Rapids de la MLS, correspondiente a la Concacaf Liga Campeones 2011-12.
Posteriormente, se trasladó al Deportes Savio (2012-2014), donde consolidó su experiencia en el fútbol local durante dos temporadas consecutivas. Su rendimiento le permitió dar el salto a Real Sociedad en la temporada 2014-2015, antes de regresar brevemente al Deportes Savio en 2016.
En 2016, Zúniga expandió su carrera hacia El Salvador al fichar por el Municipal Limeño, club donde permaneció durante cuatro temporadas (2016-2020), convirtiéndose en una pieza fundamental del equipo y adquiriendo experiencia significativa en el fútbol salvadoreño.
Una de las etapas más destacadas de su carrera fue su paso por India, donde jugó para el Churchill Brothers Sports Club durante la temporada 2020-2021. Esta experiencia le permitió conocer un estilo de juego diferente y ampliar su perspectiva futbolística en el subcontinente asiático. Tras su experiencia en India, Zúniga regresó a El Salvador para militar en el FAS durante la temporada 2021-2022. 
En 2022, Zúniga llegó a las filas del Club Deportivo Marathón, donde ha experimentó una de las etapas más destacadas de su carrera. Su rendimiento en el club sampedrano le ha permitido consolidarse como una figura clave del equipo, llegando incluso a asumir la responsabilidad de capitán del conjunto verde.
El 3 de junio de 2025, Clayvin Zúniga fue oficializado como el primer refuerzo del Municipal Limeño para la temporada 2025/2026. Este movimiento representa un regreso del delantero al club donde ya había militado entre 2016 y 2020, convirtiéndose en el primer fichaje del equipo subcampeón salvadoreño. La contratación evidencia la confianza del club cuchero en la experiencia y capacidad goleadora del hondureño, quien retorna a una institución que conoce bien después de su destacado paso por Marathón.

## Clubes
| Club                           | País        | Año           |
| ------------------------------ | ----------- | ------------- |
| Real España                    | Honduras    | 2010-2012     |
| Deportes Savio                 | Honduras    | 2012-2014     |
| Real Sociedad                  | Honduras    | 2014-2015     |
| Deportes Savio                 | Honduras    | 2016          |
| Municipal Limeño               | El Salvador | 2016-2020     |
| Churchill Brothers Sports Club | India       | 2020-2021     |
| FAS                            | El Salvador | 2021-2022     |
| Marathón                       | Honduras    | 2022-2025     |
| Municipal Limeño               | El Salvador | 2025-presente |

## Estadísticas
| Club                           | Temporada           | Liga  | Liga  | Copa nacional | Copa nacional | Copa Internacional | Copa Internacional | Total | Total |
| Club                           | Temporada           | Part. | Goles | Part.         | Goles         | Part.              | Goles              | Part. | Goles |
| ------------------------------ | ------------------- | ----- | ----- | ------------- | ------------- | ------------------ | ------------------ | ----- | ----- |
| Real España Honduras           | 2010/11             | 8     | 0     | -             | -             | -                  | -                  | 8     | 0     |
| Real España Honduras           | 2011/12             | 4     | 0     | -             | -             | 1                  | 0                  | 5     | 0     |
| Real España Honduras           | Total               | 12    | 0     | 0             | 0             | 1                  | 0                  | 13    | 0     |
| Deportes Savio Honduras        | 2012/13             | 23    | 1     | -             | -             | -                  | -                  | 23    | 1     |
| Deportes Savio Honduras        | 2013/14             | 34    | 4     | -             | -             | -                  | -                  | 34    | 4     |
| Deportes Savio Honduras        | Total               | 57    | 5     | 0             | 0             | 0                  | 0                  | 57    | 5     |
| Real Sociedad Honduras         | 2014/15             | 12    | 1     | -             | -             | -                  | -                  | 12    | 1     |
| Real Sociedad Honduras         | Total               | 12    | 1     | 0             | 0             | 0                  | 0                  | 12    | 1     |
| Deportes Savio Honduras        | 2015/16             | 16    | 2     | -             | -             | -                  | -                  | 16    | 2     |
| Deportes Savio Honduras        | Total               | 16    | 2     | 0             | 0             | 0                  | 0                  | 16    | 2     |
| Municipal Limeño · El Salvador | 2016/17             | 22    | 4     | -             | -             | -                  | -                  | 22    | 4     |
| Municipal Limeño · El Salvador | 2017/18             | 18    | 3     | -             | -             | -                  | -                  | 18    | 3     |
| Municipal Limeño · El Salvador | 2018/19             | 43    | 17    | -             | -             | -                  | -                  | 43    | 17    |
| Municipal Limeño · El Salvador | 2019/20             | 28    | 15    | -             | -             | -                  | -                  | 28    | 15    |
| Municipal Limeño · El Salvador | Total               | 111   | 39    | 0             | 0             | 0                  | 0                  | 111   | 39    |
| Churchill Brothers India       | 2020/21             | 14    | 8     | -             | -             | -                  | -                  | 14    | 8     |
| Churchill Brothers India       | Total               | 14    | 8     | 0             | 0             | 0                  | 0                  | 14    | 8     |
| C. D. FAS · El Salvador        | 2021/22             | 35    | 6     | -             | -             | -                  | -                  | 35    | 6     |
| C. D. FAS · El Salvador        | Total               | 35    | 6     | 0             | 0             | 0                  | 0                  | 35    | 6     |
| C. D. Marathón Honduras        | 2022/23             | 43    | 19    | -             | -             | -                  | -                  | 43    | 19    |
| C. D. Marathón Honduras        | 2023/24             | 36    | 11    | -             | -             | -                  | -                  | 36    | 11    |
| C. D. Marathón Honduras        | 2024/25             | 19    | 0     | -             | -             | -                  | -                  | 19    | 0     |
| C. D. Marathón Honduras        | Total               | 98    | 30    | 0             | 0             | 0                  | 0                  | 98    | 30    |
| Municipal Limeño · El Salvador | 2025/26             | 0     | 0     | -             | -             | -                  | -                  | 0     | 0     |
| Municipal Limeño · El Salvador | Total               | 0     | 0     | 0             | 0             | 0                  | 0                  | 0     | 0     |
| Total en su carrera            | Total en su carrera | 355   | 91    | 0             | 0             | 1                  | 0                  | 355   | 91    |

## Palmarés

### Campeonatos nacionales
| Título          | Club        | País     | Año  |
| --------------- | ----------- | -------- | ---- |
| Torneo Apertura | Real España | Honduras | 2010 |